# Hit Man (2023)
Hit Man is een Amerikaanse komische actiefilm uit 2023, geregisseerd en mede geschreven door Richard Linklater. De hoofdrollen worden vertolkt door Glen Powell en Adria Arjona.

## Verhaal
Gary Johnson is een universiteitsprofessor die werkt als een undercoveragent voor de politie in New Orleans. Hij doet zich voor als een betrouwbare huurmoordenaar om degenen die hem proberen in te huren te arresteren totdat hij verliefd wordt op een vrouw in nood die hem probeert in te huren.

## Rolverdeling
| Acteur        | Personage       |
| ------------- | --------------- |
| Glen Powell   | Gary Johnson    |
| Adria Arjona  | Maddy Masters   |
| Austin Amelio | Jasper          |
| Retta         | Claudette       |
| Sanjay Rao    | Politieofficier |
| Evan Holtzman | Ray Masters     |
| Molly Bernard | Garys ex-vrouw  |

## Productie
Het scenario werd geschreven door regisseur Richard Linklater samen met hoofdrolspeler Glen Powell en is gebaseerd op een waargebeurd verhaal dat in 2001 gepubliceerd werd in Texas Monthly door Skip Hollandsworth. De film werd geproduceerd door Linklater en Michael Blizzard voor Detour Pictures, Michael Costigan en Jason Bateman voor Aggregate Films, en Powell voor BarnStorm Productions in samenwerking met Cinetic Media. De filmopnames gingen van oktober tot november 2022 door in New Orleans.

## Release en ontvangst
Hit Man ging op 5 september 2023 in première op het Filmfestival van Venetië buiten competitie en werd in mei 2024 in de bioscopen uitgebracht. De film kreeg overwegend positieve kritieken van de filmcritici, met een score van 96% op Rotten Tomatoes, gebaseerd op 79 beoordelingen.

## Prijzen en nominaties
De belangrijkste:
| Jaar | Prijs              | Categorie                                     | Genomineerde(n) | Uitslag     |
| ---- | ------------------ | --------------------------------------------- | --------------- | ----------- |
| 2025 | Golden Globe Award | Beste acteur in een film – musical of komedie | Glen Powell     | Genomineerd |